# Anotogaster xanthoptera
Anotogaster xanthoptera là loài chuồn chuồn trong họ Cordulegastridae. Loài này được Lohmann miêu tả khoa học đầu tiên năm 1993.